# Sasamat Lake
Sasamat Lake är en sjö i Kanada.   Den ligger i provinsen British Columbia, i den södra delen av landet, 3 500 km väster om huvudstaden Ottawa. Sasamat Lake ligger 50 meter över havet. Arean är 0,45 kvadratkilometer.Den sträcker sig 1,2 kilometer i nord-sydlig riktning, och 0,7 kilometer i öst-västlig riktning.